# Oscar Míguez
Óscar Omar Miguez Antón (5. prosinec 1927 – 19. srpen 2006, Artigas) byl uruguayský fotbalista. Nastupoval především na postu útočníka.
S uruguayskou reprezentací vyhrál mistrovství světa roku 1950. K triumfu Uruguaye přispěl zásadním způsobem, když nastoupil ke všem čtyřem utkáním a vstřelil pět gólů, v zápase základní skupiny D proti Bolívii dal tři (první, třetí a pátý gól svého mužstva, Uruguay nakonec vyhrála 8:0), dva potom Švédsku ve finálové skupině, když v 77. minutě vyrovnával na 2:2 a v 84. minutě vsítil rozhodující branku zápasu, jíž zvyšoval na konečných 3:2. Hrál i na světovém mistrovství roku 1954, kde Uruguayci skončili čtvrtí a on sám vstřelil tři góly (jeden do sítě Československa, dva Skotska). S osmi zásahy je tak nejlepším střelcem Uruguaye na mistrovstvích světa. Vyhrál též mistrovství Jižní Ameriky 1956, i zde vstřelil tři branky. V národním týmu působil v letech 1950–1958 a celkem za něj odehrál 39 utkání, v nichž vstřelil 27 branek. Dodnes je pátým nejlepším střelcem v historii uruguayské reprezentace.
S Peñarolem Montevideo se stal šestkrát mistrem Uruguaye (1949, 1951, 1953, 1954, 1958, 1959). V sezóně 1948 a 1949 byl nejlepším střelcem uruguayské ligy. Poslední sezónu kariéry strávil v kanadském klubu Sporting Cristal.